# Riarrangiamento di Bamberger
Il riarrangiamento di Bamberger anche detta reazione di Bamberger è una reazione chimica in cui le fenilidrossilammine trattate con una soluzione acquosa fortemente acida riarrangiano a 4-amminofenoli.
Prende il suo nome dal chimico tedesco Eugen Bamberger (1857–1932).
La fenilidrossilammina di partenza viene tipicamente sintetizzata tramite idrogenazione per trasferimento del nitrobenzene usando un catalizzatore di rodio o di zinco.

## Meccanismo della reazione
Il meccanismo della reazione procede seguendo diversi step: 1 monoprotonazione della N-fenilidrossilammina. '2' La reazione di N-protonazione è favorita, ma improduttiva ai fini del riarrangiamento. Invece, la 3  O-protonazione può portare alla 4 formazione dello ione nitrenio, il quale può 5 reagire con nucleofili (come H2O) formando il composto 4-amminofenolico desiderato.